# Oloessa minuta
Oloessa minuta är en skalbaggsart som beskrevs av Francis Polkinghorne Pascoe 1864. Oloessa minuta ingår i släktet Oloessa och familjen långhorningar. Inga underarter finns listade i Catalogue of Life.